# Port Olry
Port Olry – miasto w Vanuatu; na wyspie Espiritu Santo; w prowincji Sanma. Według danych szacunkowych na rok 2010 liczy 2897 mieszkańców. Trzecie co do wielkości miasto kraju.